# Fimbristylis engleriana
Fimbristylis engleriana är en halvgräsart som beskrevs av Buscal. och Reinhold Conrad Muschler. Fimbristylis engleriana ingår i släktet Fimbristylis och familjen halvgräs.
Artens utbredningsområde är Zimbabwe. Inga underarter finns listade i Catalogue of Life.